# Kötegyán vasútállomás
Kötegyán vasútállomás egy Békés vármegyei vasútállomás, Kötegyán településen, a MÁV üzemeltetésében.
Külterületek közt helyezkedik el, a belterület szélétől nagyjából 1,2, központjától bő 3 kilométerre északra, a 4252-es útból kiágazó 42 125-es út vasúti kereszteződése közelében; közúti megközelítését a rövidke 42 344-es számú mellékút biztosítja. Az állomás annyira a román határ mellett található, hogy egyes létesítményei az államhatár túloldalára kerültek. A Nagyszalonta állomás felé eső utolsó kitérő, illetve a bejárati jelző román területre esik, így azok kezeléséhez vagy karbantartásához a magyar vasutasoknak át kell lépniük az államhatárt.

## Vasútvonalak
Az állomást az alábbi vasútvonalak érintik:
- Kötegyán–Püspökladány-vasútvonal
- Békéscsaba–Nagyvárad-vasútvonal
- Szeged–Kötegyán-vasútvonal

## Kapcsolódó állomások
A vasútállomáshoz az alábbi állomások vannak a legközelebb:
- Sarkad vasútállomás (Szeged–Kötegyán-vasútvonal)
- Méhkerék megállóhely (Kötegyán–Püspökladány-vasútvonal)
- Nagyszalonta vasútállomás

## Forgalom
| Járat        | Útvonal | Gyakoriság        |
| ------------ | --- | ----------------- |
| személyvonat | Békéscsaba – Fényes – Bicere – Gyula (– Gyulai városerdő) – József Szanatórium – Sarkadi Cukorgyár – Sarkad – Kötegyán – Méhkerék – Sarkadkeresztúr – Okány – Vésztő                                               | Kb. 2 óránként    |
| személyvonat | Békéscsaba → Fényes → Bicere → Gyula (→ Gyulai városerdő) → József Szanatórium → Sarkadi Cukorgyár → Sarkad → Kötegyán → Méhkerék → Sarkadkeresztúr → Okány → Vésztő → Szeghalom → Körösladány → Dévaványa → Gyoma | Napi 2 Gyoma felé |
| személyvonat | Békéscsaba – Fényes – Bicere – Gyula – József Szanatórium – Sarkadi Cukorgyár – Sarkad – Kötegyán – Salonta (Nagyszalonta)                                                                                         | Napi 1 pár        |
| személyvonat | Kötegyán – Salonta (Nagyszalonta) | Napi 1 pár        |